# Gezicht op Mariakerke

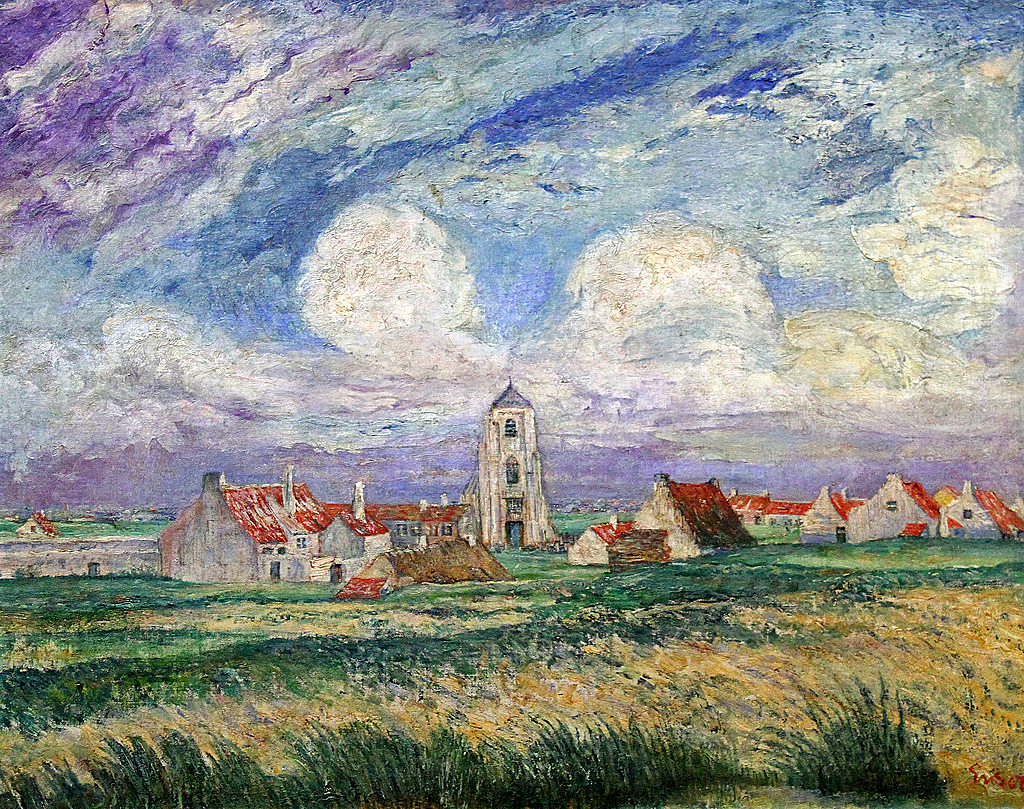
Gezicht op Mariakerke, 1901

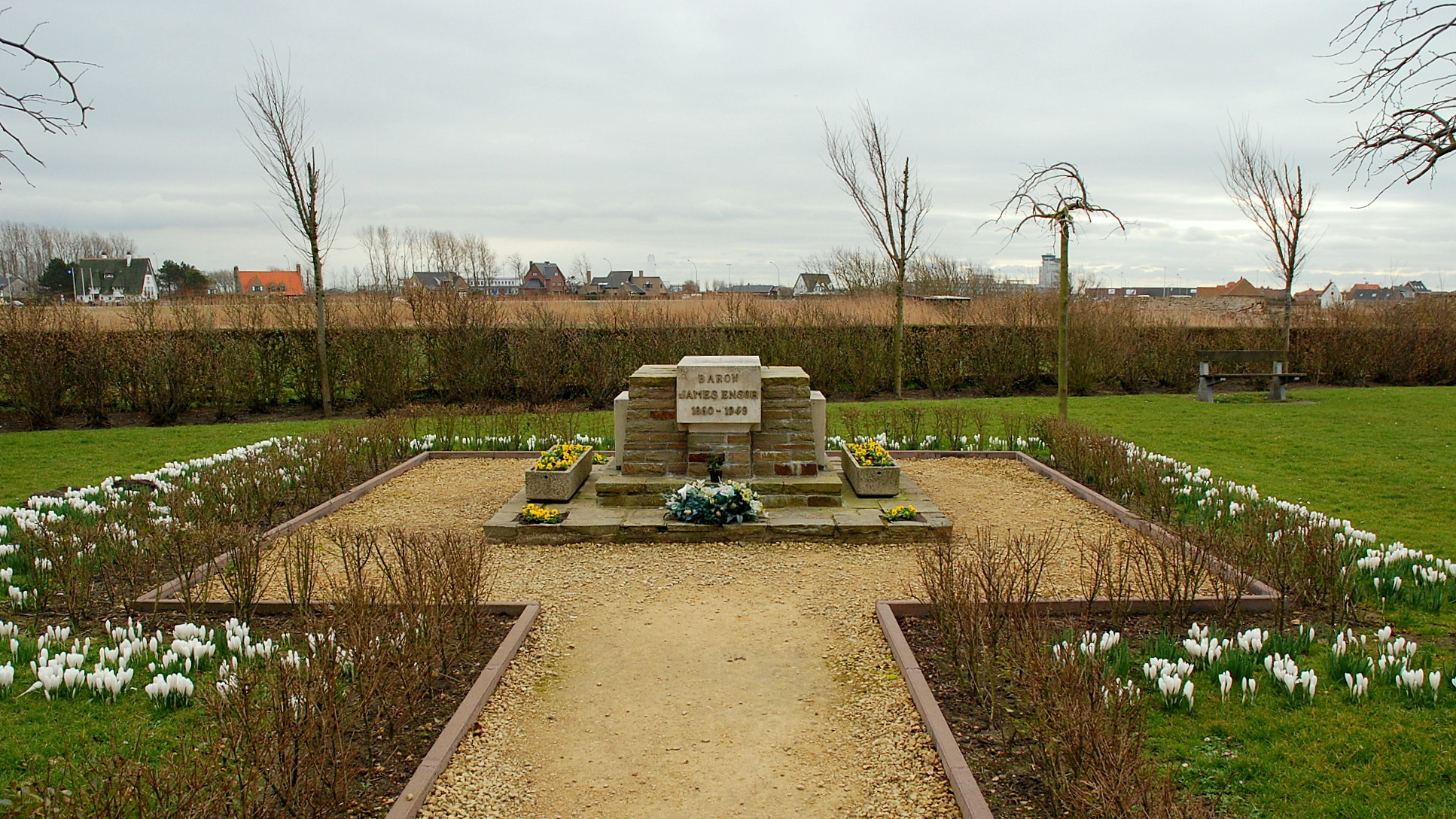
Het graf van James Ensor bij de Onze-Lieve-Vrouw-ter-Duinenkerk te Mariakerke

Gezicht op Mariakerke is een schilderij van Belgische kunstschilder James Ensor uit 1901. Het 54 x 67 cm grote doek hangt in het Kunstmuseum aan Zee te Oostende. Hij tekende deze omgeving in 1876 toen hij tekenlessen volgde naar het antiek en naar het levend model aan de Oostendse Academie voor Schone Kunsten. Uit die periode dateren zijn eerste schilderijtjes over de zee, het strand en duin- en polderlandschappen, zoals Duinen (rond 1876), De triomfwagen (1877), en De badkoets op het strand (1877). Een andere tekening met hetzelfde onderwerp uit 1887 wordt bewaard in het Kröller-Müller Museum. Hij realiseerde ook twee etsen met de titel Klein gezicht op Mariakerke en Groot gezicht op Mariakerke, beiden gerealiseerd in 1887. Het hier besproken schilderij zette hij in 1901 op doek. Het wordt bewaard in het Kunstmuseum aan Zee.

## Achtergrond
James Ensor, die in Oostende woonde, wandelde als kind vaak door de open duinen naar het buurdorp Mariakerke. Toen dit schilderij tot stand kwam had het duinendorp de stilte verloren door de druk van de groeiende badplaats in haar buurt. Mariakerke was tot ver in de negentiende eeuw een landbouw- en vissersdorpje. Ze verloor stukken van haar grondgebied door aanhechting bij Oostende. Zo werden de Koninklijke Stallingen en de Wellingtonrenbaan  op het grondgebied van Mariakerke gebouwd en finaal werd haar zelfstandige status in 1899 opgeheven. Hotels en villa's op de zeedijk vulden het gebied tussen beiden. Appartementsbouw zou zorgen voor verdere verstedelijking. Waren het Ensor, een kerkje en een strook duinen die een stukje verleden bewaarden?

## Een kerk en de moderniteit
Oh mooie moderniteit, wat een misdaden zijn er niet gepleegd in uw naam

schreef James Ensor reeds op het einde van de negentiende eeuw en protesteerde zo tegen de bouwwoede en de moderniteit van zijn tijd. Om die te stoppen verzette hij zich tegen het mogelijk afbreken van zijn geliefde Onze-Lieve-Vrouw-ter-Duinenkerk. Ensor bleef tot op hoge leeftijd vechten voor haar bestaan.
Duitsers die tijdens de Eerste Wereldoorlog vreesden dat de kerk een oriëntatiepunt kon zijn voor het geallieerd geschut braken haar toren af. Ensor maakte het uiteindelijke beschermingsbesluit in 1946 nog mee.

## Een eredienst voor een graf
Ensor was zo verbonden met deze plek dat hij er ook begraven wilde worden. Ensor was intussen uitgegroeid tot een gevierd kunstenaar en Oostende en de kerk waren erg geïnteresseerd om met Ensors begrafenis uit te pakken. Hij, die zo vaak de spot dreef met de katholieke kerk en nooit een kerkdienst bezocht, sloot een akkoord met de parochie en aanvaardde een kerkelijke uitvaartplechtigheid in ruil voor een grafplaats naast de kerk. Zo kreeg de stad er een toeristische plek bij en werd de Onze-Lieve-Vrouw-ter-Duinenkerk bekend als Ensorkerkje.
Het is opmerkelijk dat deze open duinenstrook als enige van de middenkust de verstedelijking heeft overleefd. Het is hoogstwaarschijnlijk te danken aan de bescherming van het kerkje en het graf van Ensor.

## Ensor en natuurbescherming
Oostende ijvert voor de "verduining" van het hele gebied rond de kerk, geïnspireerd door Ensor. In 2006 toonde men een reproductie van het schilderij Gezicht op Mariakerke aan de Oostendse gemeenteraad. Het landschap is in middels beschermd en men wil het herstellen in zijn oorspronkelijke staat. Veel is daar anno 2019 nog niet van gerealiseerd. Er lagen in Ensors tijd enkel zomervilla's en witgekalkte vissershuisjes verscholen in de duinen. Van die laatsten rest er nu nog één uit 1822 dat inmiddels is beschermd.